# Golden Futsal Team
Golden Futsal Team (GFT) är en finländsk futsalklubb från Esbo som spelat i Futsal-ligan sedan dess start 1998/1999. GFT grundades 2002 men spelade innan dess under fotbollsklubben FC Honkas namn. Laget spelar sina hemmamatcher i Opinmäki idrottshall i Storåker.
GFT har inför säsongen 2015/2016 blivit finska mästare tre gånger och ligger på en andra plats i Futsal-ligans maratontabell efter Ilves FS. Man har även vunnit Futsal Cup fem gånger och Futsal Super Cup två gånger.
GFT har deltagit i UEFA Futsal Cup två gånger (säsongerna 2003/2004 och 2008/2009).